# Échangeur de Haut-Ittre
L'échangeur d'Haut-Ittre est un échangeur de Belgique entre l'A7 (E19) et le R0.
Construit selon le schéma du trèfle à quatre feuilles, sa branche ouest est sous-utilisée. Elle débouche sur une voirie régionale alors qu'il fut initialement prévu d'y construire une liaison autoroutière vers Quenast et l'A8 (vers Tournai).
Le raccordement de l'A8 au Ring via le contournement de Hal (saturé et pénalisé par un ensemble de carrefours à feux) et l'absence de consensus au niveau des communes à traverser ont longtemps rendu incertaine cette liaison.
Il est maintenant acquis que la priorité va à la résolution des soucis à Hal. La région flamande envisageant une mise en tunnel. La jonction "Haut-Ittre - Quenast" n'a donc plus du tout la cote.